# Right Down the Line
Right Down the Line is een nummer van de Schotse zanger Gerry Rafferty. Het is de derde single van zijn tweede studioalbum City to City.
Het nummer was de opvolger van de hit Baker Street. De ik-figuur in "Right Down the Line" zingt over hoe zijn vrouw 'aan hem kleeft'. Het nummer bereikte in Raffertys thuisland het Verenigd Koninkrijk geen enkele hitlijst, maar kende wel succes in Amerika. In Nederland werd de 17e positie in de Tipparade gehaald.